# 鴻原森蔵
鴻原 森蔵（こうはら もりぞう）は、株式会社舞昆のこうはらの代表取締役社長。
大阪府立大学と共同研究を経て、発酵食品である塩昆布「舞昆」を開発、商品化した。